# 红星水库 (阿城)
红星水库是中国黑龙江省哈尔滨市阿城区红星镇境内的一座水库，位于阿什河支流冒西河上，建于1975年。水库正常库容为1600万立方米，集雨面积为115平方千米，海拔为192.7米。